# Serenata per archi (Elgar)
La Serenata per archi in mi minore Op. 20, è un pezzo per orchestra d'archi in tre brevi movimenti, di Edward Elgar.

## Storia
Fu scritta nel marzo del 1892 e suonata per la prima volta in privato quell'anno, dalla Worcester Ladies' Orchestral Class, sotto la direzione del compositore. La sua prima esibizione pubblica avvenne ad Anversa, in Belgio, il 21 luglio 1896.
È dedicata al costruttore di organi e musicista dilettante Edward W. Whinfield e dura circa 12 minuti.
Sebbene non sia stato pubblicata ufficialmente fino al 1892, si ritiene che la Serenata sia una rielaborazione di una suite che Elgar aveva scritto alcuni anni prima, prima di puntare fermamente alla carriera di compositore. A parte le due suite chiamate The Wand of Youth, è quindi probabilmente la prima delle sue composizioni a sopravvivere nel repertorio standard. Ha certamente un fascino giovane ed allo stesso tempo mostra le indicazioni delle capacità sviluppate da Elgar mentre progrediva verso la maturità musicale. Secondo quanto riferito, è la prima delle sue composizioni di cui si dichiarò soddisfatto.
Il Larghetto centrale è generalmente accettato come contenente la scrittura più raffinata e più matura dell'opera. Il lavoro rimane tra i più frequentemente eseguiti di tutta la sua musica.

## Struttura
1. Allegro piacevole
2. Larghetto
3. Allegretto

Il primo movimento inizia in tempo di 6⁄8 con un tema ritmato. Il secondo movimento è in 2⁄4; è più vicino all'Elgar maturo in grande stile. Il terzo movimento inizia in tempo di 12⁄8, cambiando in 6⁄8 alla ricomparsa del tema del primo movimento.